# Publicité télévisée
 (avril 2014).
Si vous disposez d'ouvrages ou d'articles de référence ou si vous connaissez des sites web de qualité traitant du thème abordé ici, merci de compléter l'article en donnant les références utiles à sa vérifiabilité et en les liant à la section « Notes et références ».
 (décembre 2012).

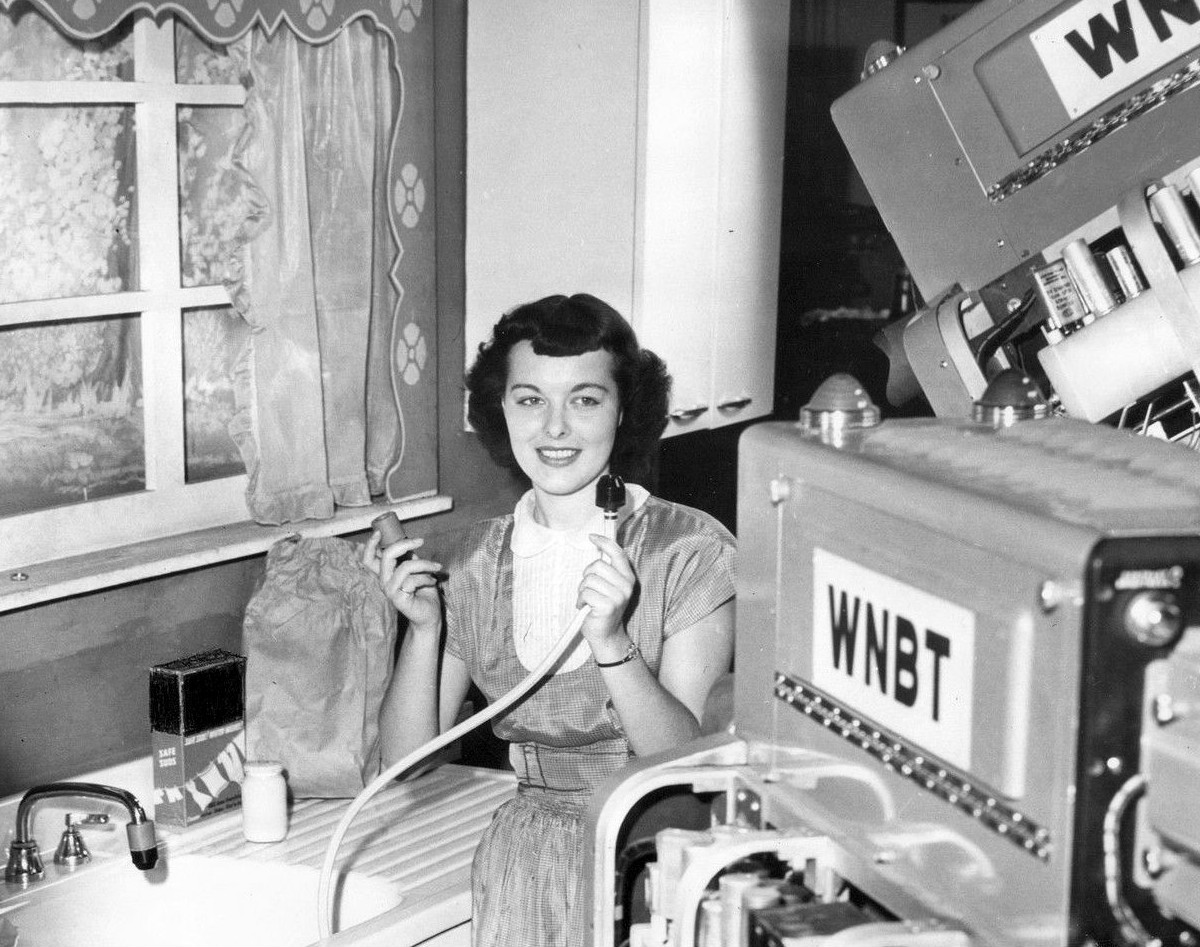
Photo prise en 1948 lors d'un tournage d'une publicité pour un aérateur de robinet à New York par la chaîne WNBC (anciennement WNBT)

La publicité télévisée est l'utilisation de la télévision pour augmenter la notoriété ou l'attrait d'un produit, d'une idée, d'une marque ou d'une organisation.

## Histoire
La publicité à la télévision s'est développée en même temps que la télévision, à partir du milieu du XXe siècle. Le premier spot de publicité fut diffusé à la télévision le 1er juillet 1941 sur la chaîne new-yorkaise WNBT (aujourd'hui WNBC) avant un match de baseball. L'utilisation de la télévision par la publicité s'est notamment développée dans les pays où il n'y avait pas de monopole d'État, et où les chaînes privées ont pu se lancer en se finançant par la publicité.

### Canada
Au Canada, la publicité télévisée remonte à 1952. Le premier spot de publicité fut diffusé à la télévision le 18 juillet 1954 sur la Télévision de Radio Canada avant un match de hockey.

### France
En France, la publicité télévisée remonte à la fin des années 1950 ; à l'époque, les publicités de marques commerciales étaient interdites sur les ondes de la Radiodiffusion-télévision française. En novembre 1959, naît la « propagande collective d'intérêt général » (également appelée publicité collective ou publicité compensée) qui est la première forme de publicité à la télévision française. Dans cette forme de publicité, les spots vantaient les mérites de catégories de produits sans citer de marques, ils étaient souvent destinés à promouvoir les produits agricoles français (qui représentaient à cette époque, un secteur-clé du développement). Parmi les produits concernés, les artichauts de Bretagne, les pruneaux d'Agen, le sucre de betterave ou les petits pois en conserve[réf. nécessaire]. Le 1er octobre 1968 sont diffusées les premières publicités de marque, après le journal de 20 h. Il s'agissait de cinq spots commandés par l'agence Publicis pour le lait en poudre Régilait, le fromage Boursin, les tricots Bel, l'équipement électroménager Schneider et le beurre Virlux.

## Quelques réalisateurs de spot publicitaire
- Jean-Jacques Annaud, Jean-Jacques Beineix, Étienne Chatiliez, Ridley Scott, Joe Pytka, Michel Gondry, Jean-Paul Goude, Tony Kaye, Tarsem Singh, Adrian Lyne, Gérard Pirès, Jean-Baptiste Mondino, Barry Myers, Hugh Hudson

## Règles par pays
- France : publicité à la télévision française